# Уткин, Сергей Михайлович
Сергей Михайлович Уткин (1 июля 1910 год — 2 мая 1982 год) — передовик производства, токарь Воронежского завода кузнечно-прессового оборудования имени Калинина Министерства станкостроительной и инструментальной промышленности СССР. Герой Социалистического Труда (1966).

## Биография
Родился 1 июля 1910 года в Воронеже. С 1927 по 1932 год работал слесарем на Воронежском механическом заводе. С 1932 года трудился слесарем механиком-мотористом в Житомирском аэропорту и с 1934 года — токарем на Воронежском заводе кузнечно-прессового оборудования имени Калинина. С 1941 года участвовал в Великой Отечественной войне. После демобилизации в 1944 году возвратился на завод имени Калинина, где проработал до выхода на пенсию в 1970 году.
В 1966 году удостоен звания Героя Социалистического Труда за высокие производственные показатели в ходе выполнения семилетнего плана.
Скончался 2 мая 1982 года в Воронеже.

## Награды
- Герой Социалистического Труда — указом Президиума Верховного Совета СССР от 9 февраля 1973 года
- Орден Ленина
- Медаль «За боевые заслуги»[1]